# Trogon massena
Trogon massena là một loài chim trong họ Trogonidae.